# Zoë Chao
Zoë Carroll Chao (Providence (Rhode Island), 19 september 1985) is een Amerikaans actrice. Ze speelde in diverse films en series, waaronder Senior Year, Hart of Dixie en Party Down.

## Filmografie

### Film
- 2006: My Girlfriend's Abroad
- 2014: The Gordon Game, als vrouw
- 2015: Dirty Beautiful, als Jamie
- 2015: Center Pedal, als Y
- 2017: Like Animals, als Mary
- 2019: Where'd You Go, Bernadette, als Soo-Lin
- 2019: Almost Love, als Haley
- 2020: Downhill, als Rosie
- 2020: The High Note, als Katie
- 2020: I Used to Go Here, als Laura
- 2021: Long Weekend, als Vienna
- 2022: Family Squares, als Kelly
- 2022: Senior Year, als Tiffany "Tiff" Blanchette-Balbo
- 2023: Your Place or Mine, als Minka
- 2023: Somebody I Used to Know, als Ramona
- 2023: If You Were the Last, als Jane Kuang
- 2024: Nightbitch, als Jen
- 2025: Bubble & Squeak, als Rhonda
- 2025: The True Beauty of Being Bitten by a Tick, als Yvonne

### Televisie
- 2011: The Protector, als huismeisje
- 2012: Hart of Dixie, als Dr. Lee
- 2014: God Particles, als Rue
- 2014: The Comeback, als Shayna
- 2015: Nicky, Ricky, Dicky & Dawn, als Ms. Nakamura
- 2015: Monster Girls, als Halfoff
- 2016: Rizzoli & Isles, als Mimi Tanaka
- 2016: That's What She Said
- 2017-2018: Strangers, als Isobel
- 2018: Succession, als personeel van Joyce Miller
- 2019: The OA, als Mo
- 2019: Living with Yourself, als Kaylyn
- 2020-2021: Love Life, als Sara Yang
- 2021: Modern Love, als Zoe
- 2022: Central Park, stemrol
- 2022-2023: The Afterparty, als Zoë Zhu
- 2023: Party Down, als Lucy Dang
- 2024-2025: Creature Commandos, als Nina Mazursky (stemrol)

### Podcast
- 2024: Very Unbecoming, als Chuck